# آلفرد مارکوش
آلفرد مارکوش (مجاری: Márkus Alfréd؛ ۲۰ فوریه ۱۸۸۳ – ۳۰ اکتبر ۱۹۴۶) آهنگساز اهل مجارستان بود.
از فیلم‌هایی که وی در آن‌ها نقش داشته است، می‌توان به خودروی رؤیایی اشاره نمود.